# 乙女よ求めよQ.E.D.
「乙女よ求めよQ.E.D.」（おとめよもとめよキュー・イー・ディー）は、ホロライブ所属のバーチャルYouTuber・博衣こよりの2枚目のシングル。2022年11月29日にリリースされた。

## 概要
博衣こよりの活動1周年記念ライブにて初披露された楽曲であり、彼女の研究者キャラクターを活かした理系×恋愛をテーマにしたユニークな世界観が特徴。
タイトルの「Q.E.D.」はラテン語の「Quod Erat Demonstrandum（証明終了）」の略で、恋愛の証明を科学的に追及するというコンセプトが込められている。
本楽曲は、エネルギッシュなJ-POPサウンドにのせて、実験・証明・化学反応などの理系用語を巧みに織り交ぜた歌詞が展開される。

## 歌詞の特徴
「好き×好き×好き＝？」や「魔法の公式」「恋の予想」など、恋愛を数式や科学現象に例えるユニークな表現が多数登場。サビでは「乙女よ求めよQ.E.D.！」と力強く歌い上げ、恋の証明を完遂しようとする姿勢が描かれている。

## 反響
本楽曲はSNS上で好評を博し、「#乙女よ求めよQED」が一時トレンド入りするなど話題となった。また、ファンの間では楽曲内の「証明完了（Q.E.D.）」という決めゼリフが印象的と評され、ライブでの掛け声としても定着している。

## 収録内容
1. 乙女よ求めよQ.E.D.
作詞・編曲：ナナホシ管弦楽団　作曲：岩見陸
2. 乙女よ求めよQ.E.D.（Instrumental）

## その他
- 公式TikTokでは振付動画も公開されており、ファンによるダンスカバーも盛んに行われている。
- 2025年には、アルバム『FIRST STEP』にて「2025 ver.」として再収録された[3]。